# Józef Paszkowski (rzeźbiarz)
Józef Piotr Mirosław Paszkowski (ur. 2 lipca 1892 w Płocku, zm. 3 lutego 1944 w Krakowie) – polski rzeźbiarz i pedagog.

## Życiorys
Ród Paszkowskich pochodzi z Litwy i pieczętował się herbem Zadora.
Józef Piotr Mirosław Paszkowski był synem Rafała Paszkowskiego handlowca z Płocka, oraz Haliny Cecylii Kowalkowskiej. W 1896 roku ojciec zmarł, a matka w niedługim czasie poślubiła Józefa Prus-Cygańskiego.
Józef Paszkowski uczył się najpierw w gimnazjum w Płocku, a maturę zdał w gimnazjum w Częstochowie, gdyż po śmierci ojca,  cała rodzina przeniosła się do folwarku Kamień, położonego niedaleko Częstochowy (obecnie dzielnica Mirów).
Mając  uzdolnienia rzeźbiarskie, pomimo niechęci ojczyma, w latach 1910–14 podjął studia w Szkole Sztuk Pięknych w Warszawie pod kierunkiem Tadeusza Breyera.
Po przerwie spowodowanej wybuchem I wojny światowej, w latach 1916–1917 zdobył wykształcenie rzeźbiarskie w pracowni Edwarda Wittiga.

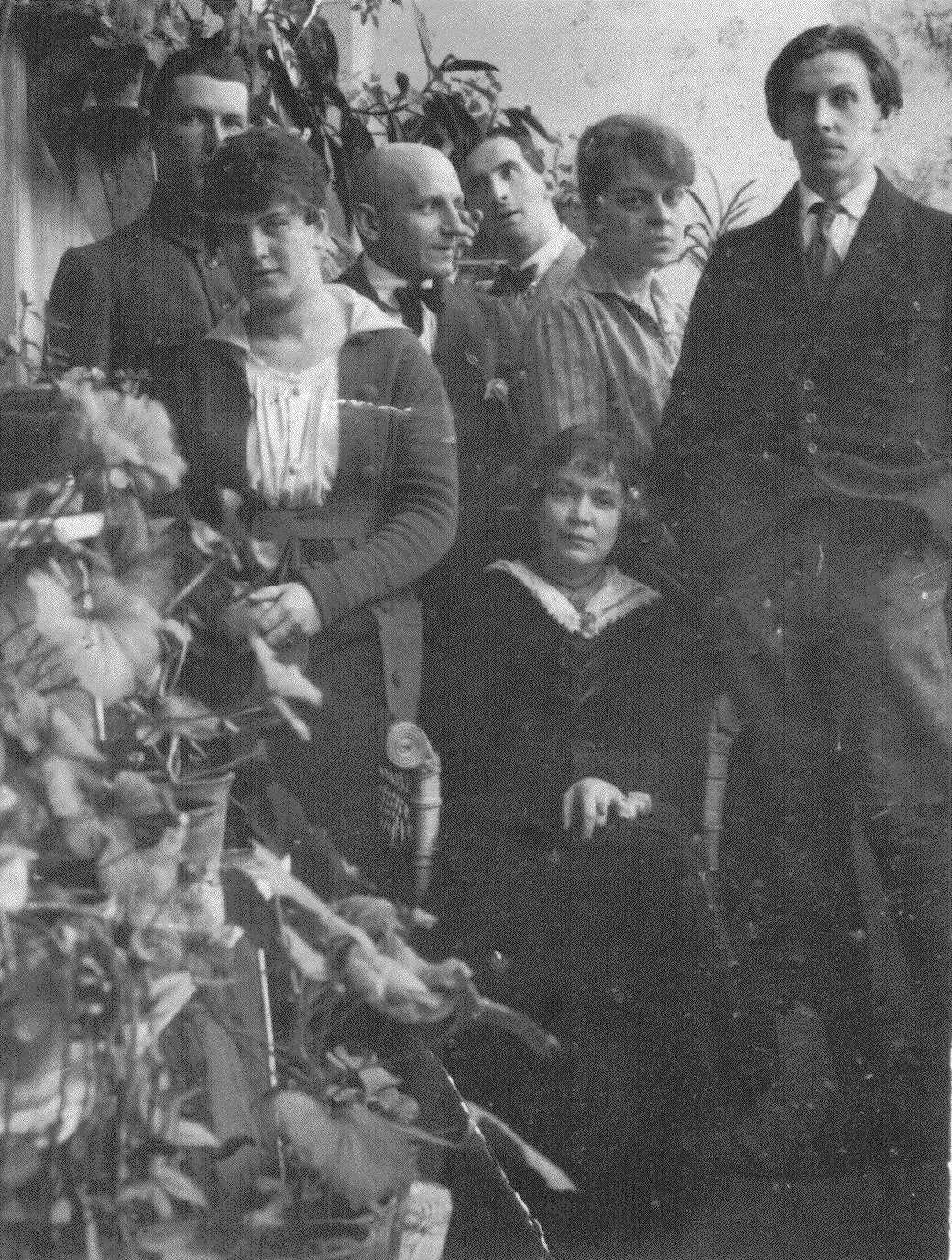
Józef Paszkowski (pierwszy od prawej) z żoną Janiną (siedzącą na krześle); z przechyloną głową pisarz Michał Choromański (w głębi)

W czasie prac związanych z restauracją kościoła w Radomsku, poznał malarkę Janinę z Bobińskich Brzezińską. Po unieważnieniu jej pierwszego małżeństwa, wziął z nią ślub (1918), po którym zamieszkali w Częstochowie, gdzie oboje byli nauczycielami rysunku w Gimnazjum Realnym im. św. Józefa i innych szkołach. Często wyjeżdżali do domu rodzinnego Janiny, do Warszawy. Tam właśnie w 1919 przyszedł na świat ich syn, którego w kilka miesięcy później ochrzczono już w Kamieniu, nadając imiona Lech Krzysztof.
Józef Paszkowski należał do Polskiej Organizacji Wojskowej, a w 1920 wstąpił do Wojska Polskiego. Wkrótce nabawił się tam wielu chorób w tym gruźlicy, co spowodowało zwolnienie z wojska.
Żona Janina również zaczęła gorączkować. Opuścili więc Częstochowę wyjeżdżając wraz z dzieckiem do Zakopanego, gdzie wynajęli mieszkanie w willi Beringerówka, na ulicy Chałubińskiego. Założyli wspólnie wytwórnię zakopiańskich zabawek ludowych, oraz artystycznych lalek.
W latach 1921–23 Józef Paszkowski był kontraktowym nauczycielem rysunków i robót ręcznych w Państwowym Gimnazjum Realnym oraz w Szkole Zawodowej Dokształcającej im. generała Hallera w Zakopanem.
Pod koniec 1923 roku teść Jan Bobiński, zaproponował całej rodzinie Paszkowskich obszerne mieszkanie w Warszawie przy ulicy Szczyglej 1a, gdzie zamieszkali. Józef Paszkowski jednak pracy tam nie znalazł, a klimat warszawski spowodował nawrót choroby. Powrócił więc do Zakopanego, a żona Janina pozostała w Warszawie. Ze względu na słabe zdrowie nie mógł powrócić do pracy pedagogicznej w Zakopanem. Poznał przebywającą tam córką bogatego Ormianina – Julię Abgarowicz.
W roku 1927 uzyskał rozwód i poślubił Julię. Zamieszkali w Zakopanem.

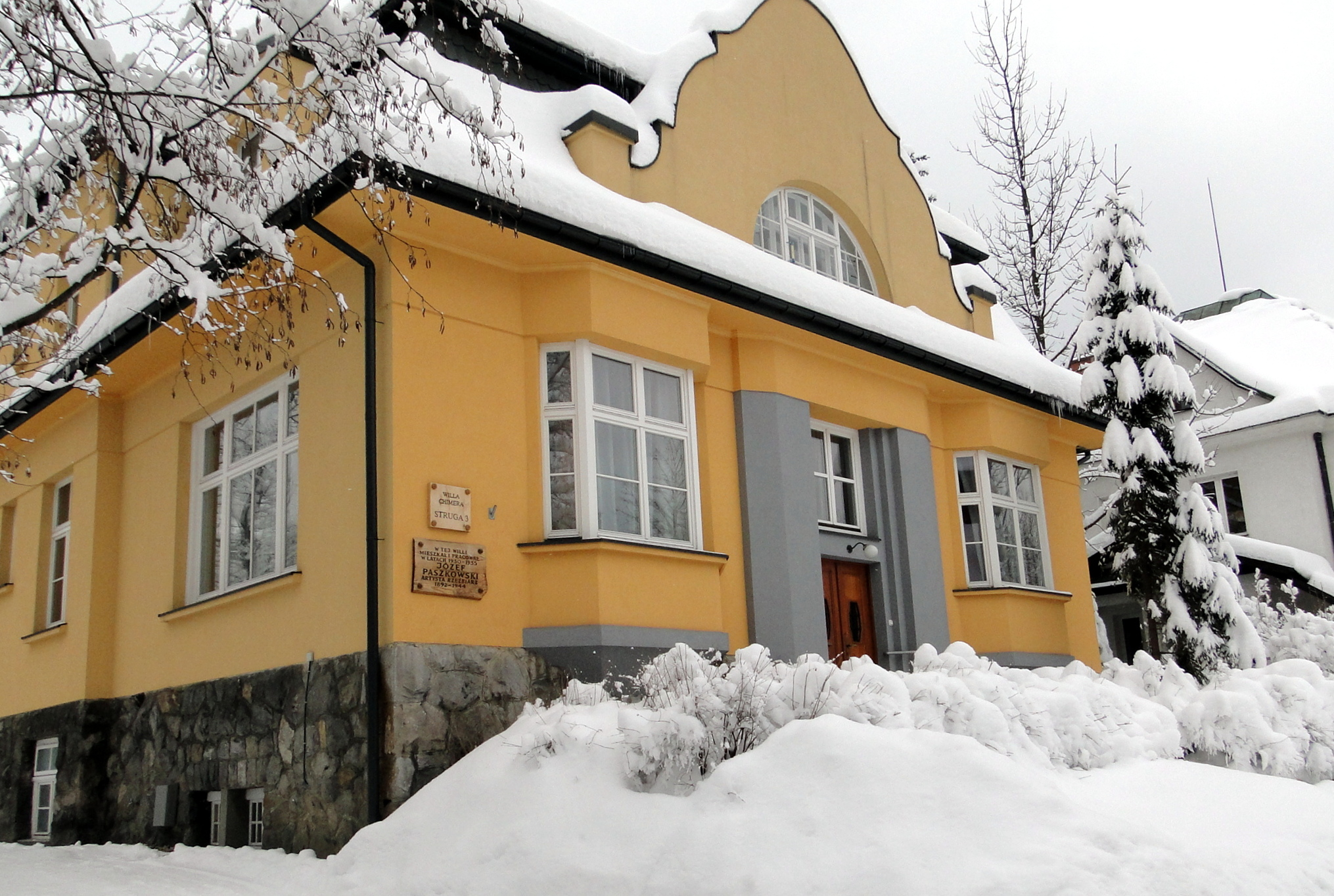
Willa "Chimera"

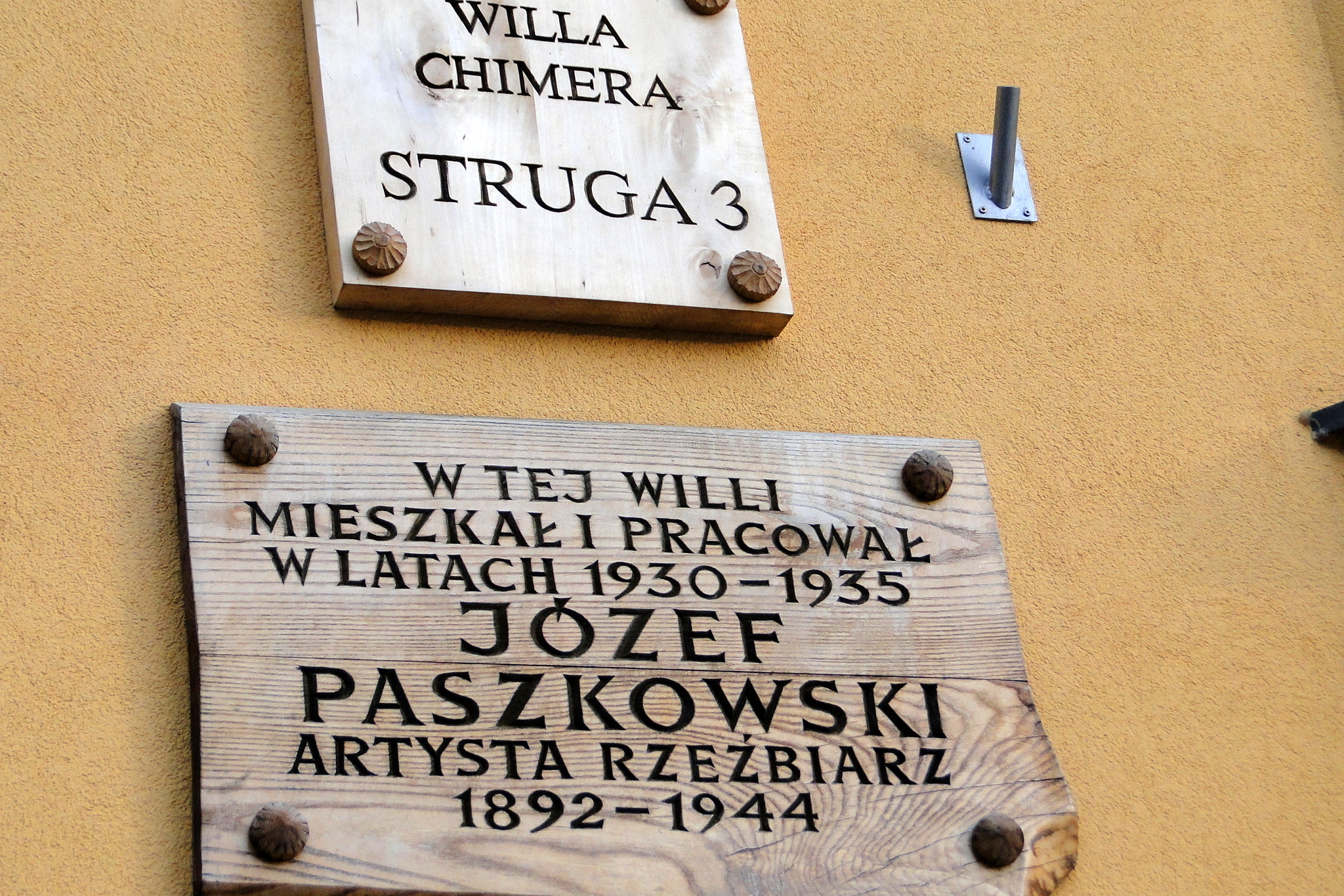
Tablica pamiątkowa na willi "Chimera"

W latach 1928–29 Paszkowski wybudował dom własnego projektu przy ulicy o dawnej nazwie "Boczna do Białego", która obecnie nosi nazwę Andrzeja Struga i nadał mu nazwę "Willa Chimera".
W latach 1930–34 mieszkał wraz z żoną Julią we frontowym mieszkaniu, z olbrzymią pracownią rzeźbiarsko-malarską. Część "Chimery" wynajmował pisarz Michał Choromański.
Pogarszające się zdrowie chorej na serce żony Julii spowodowało coraz częstsze wyjazdy obojga do Krakowa, gdzie Julia posiadała, otrzymaną od swego ojca, kamienicę przy ulicy Moniuszki 26. W końcu Józef na stałe osiedlił się w Krakowie, gdzie prowadził wytwórnię drobnych przedmiotów inkrustowanych w drewnie.
We wrześniu 1939 zgłosił się na ochotnika do Wojska Polskiego, gdzie nabawił się zapalenia płuc. Leczony mało skutecznie w szpitalu w Zamościu, powrócił do Krakowa, jednak nie odzyskał już zdrowia. W zimie 1941 został eksmitowany z mieszkania na Moniuszki do ciężkich warunków mieszkaniowych na ulicę Kupa, gdzie nie doczekawszy się zakończenia okupacji, zmarł w lutym 1944. Pochowany został na cmentarzu Rakowickim w Krakowie.
Po wyzwoleniu willa Chimera w Zakopanem została objęta przepisami kwaterunkowymi, a  jej spadkobierczyni Julia Paszkowska nie mogła z niej korzystać. Mając nadzieję, że w pracowni Józefa Paszkowskiego powstanie izba pamięci o artyście, przekazała prawnie „Chimerę” i  pamiątki po rzeźbiarzu, na własność Uniwersytetowi Jagiellońskiemu w Krakowie.
Ostatecznie w styczniu 1997 Uniwersytet sprzedał mieszkania w „Chimerze” ich długoletnim użytkownikom, a wcześniej bo z początkiem lat 90, w hołdzie dla artysty ufundował tablicę pamiątkową umieszczając ją na ścianie frontowej budynku.

## Twórczość

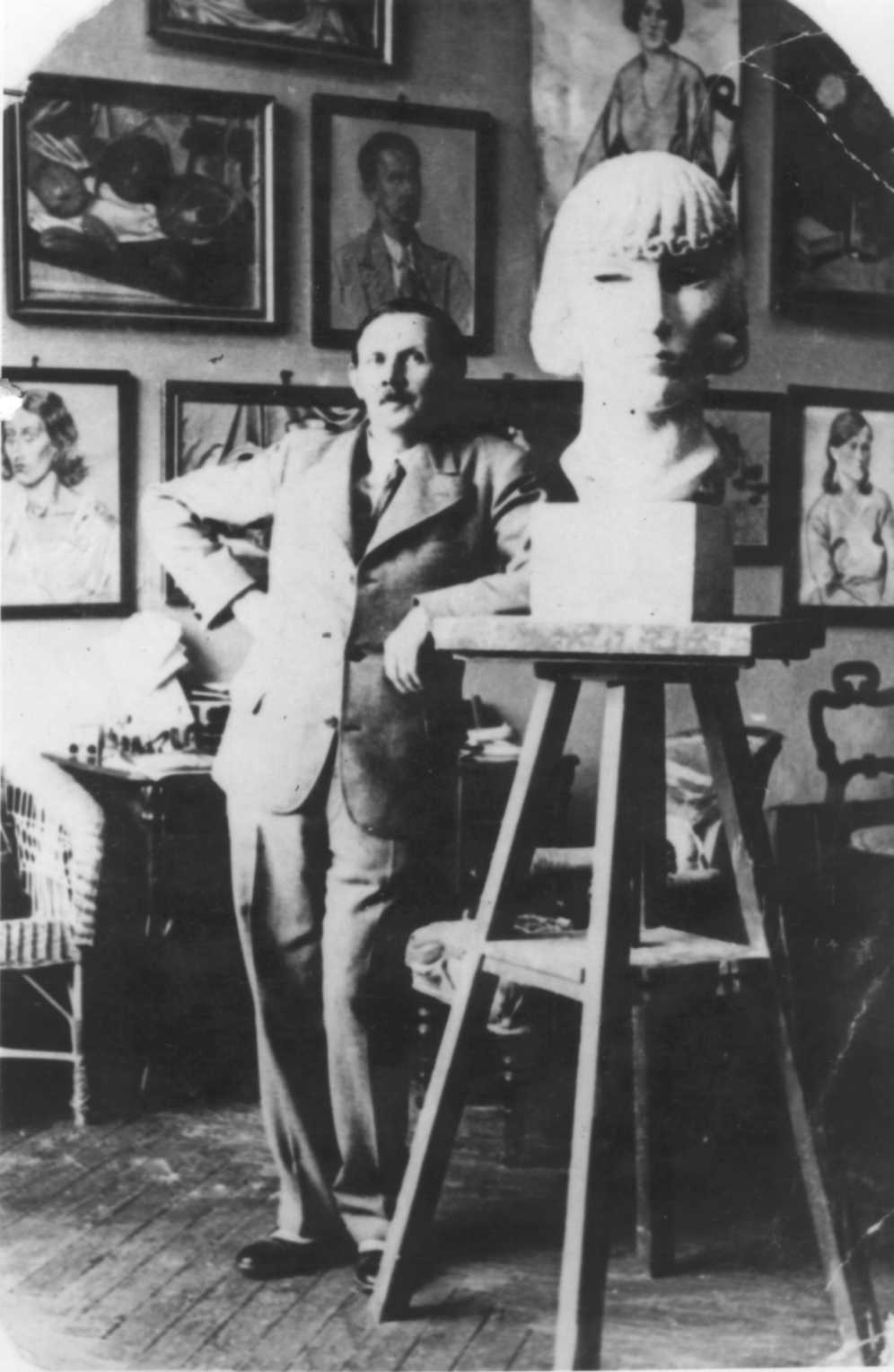
Józef Paszkowski w swojej pracowni

Józef Paszkowski uprawiał rzeźbę głównie w drzewie. Najchętniej wykonywał rzeźbę portretową. Zajmował się  też malarstwem pastelowym i rysunkiem sangwiną.
Maski polichromowane w gipsie lub w drewnie świadczą  o wpływie artystycznym symbolizmu i modernizmu. Później, w latach trzydziestych XX wieku, zaznaczyła się klasycystyczna stylizacja.
Uczestniczył w wielu wystawach, m.in. Towarzystwa Sztuki Podhalańskiej w Zakopanem.
Prace Józefa Piotra Mirosława Paszkowskiego znajdują się w:
- Muzeum Narodowym w Krakowie
- Galerii Akademii Sztuk Pięknych w Krakowie
- Uniwersytecie Jagiellońskim w Krakowie
- Muzeum Tatrzańskim w Zakopanem
- Muzeum Narodowym we Wrocławiu
- Muzeum Mazowieckim w Płocku

Wiele prac zachowało się również w zbiorach prywatnych, m.in. u syna Lecha Krzysztofa Paszkowskiego w Melbourne (Australia).